# Municipio de Oregon (Iowa)
El municipio de Oregon (en inglés: Oregon Township) es un municipio ubicado en el condado de Washington en el estado estadounidense de Iowa. En el año 2010 tenía una población de 956 habitantes y una densidad poblacional de 10,2 personas por km².

## Geografía
El municipio de Oregon se encuentra ubicado en las coordenadas 41°17′48″N 91°32′42″O / 41.29667, -91.54500. Según la Oficina del Censo de los Estados Unidos, el municipio tiene una superficie total de 93.71 km², de la cual 93,61 km² corresponden a tierra firme y (0,11 %) 0,1 km² es agua.

## Demografía
Según el censo de 2010, había 956 personas residiendo en el municipio de Oregon. La densidad de población era de 10,2 hab./km². De los 956 habitantes, el municipio de Oregon estaba compuesto por el 94,77 % blancos, el 0,63 % eran afroamericanos, el 0,31 % eran amerindios, el 2,93 % eran de otras razas y el 1,36 % eran de una mezcla de razas. Del total de la población el 12,97 % eran hispanos o latinos de cualquier raza.